# Maillon Rapide

Maillon Rapide in verschiedenen Formen
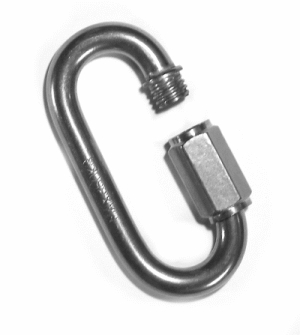
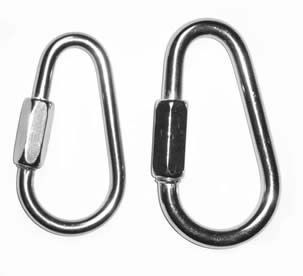
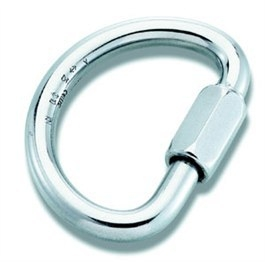
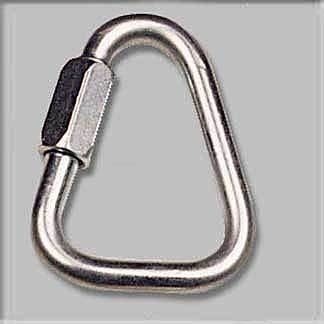

Das Maillon Rapide (frz.: Schnellkettenglied) ist ein Verbindungsstück für Ketten, das auch in der Kletterei Anwendung findet. Es wird auch Mayo genannt. Dies kommt von der englischen Aussprache des französischen Wortes Maillon. Im deutschen Sprachraum wird das Maillon Rapide oft auch als Schraubkettenglied oder Schnellverbindungsglied bezeichnet.
Weitere gebräuchliche Bezeichnungen sind Kettenverbinder, Kettenschraubverschluss oder Kettennotglied. Kettennotglieder gibt es ebenfalls in Form eines aufgebogenen Kettenglieds. Kettbiner sind Feuerwehrkarabiner mit Schraubverschluss, die einem Kettenschraubverschluss sehr ähnlich sind.

## Anwendungen

### Klettern

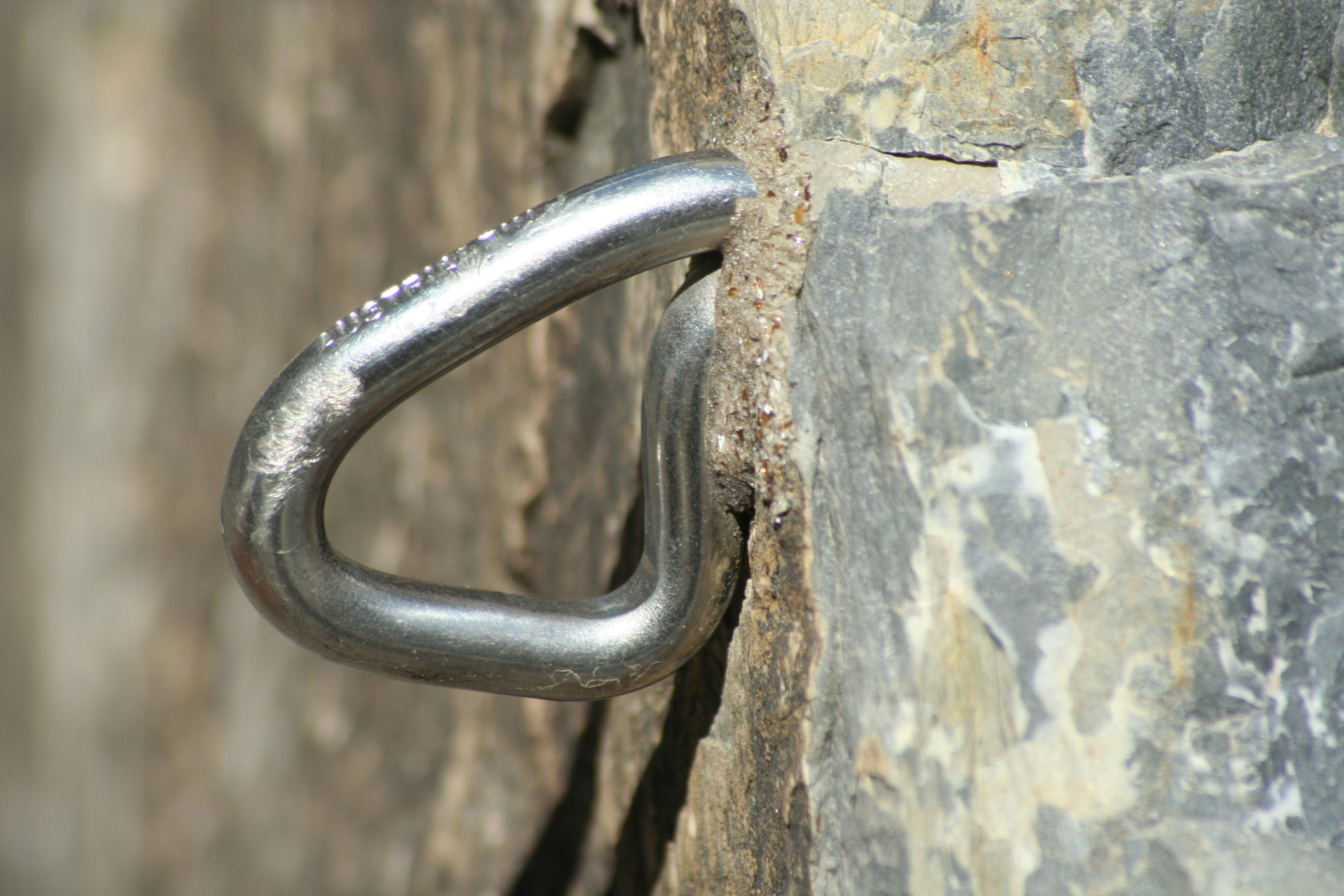
Bei einem Bühlerhaken kann das Seil direkt durchgefädelt werden.

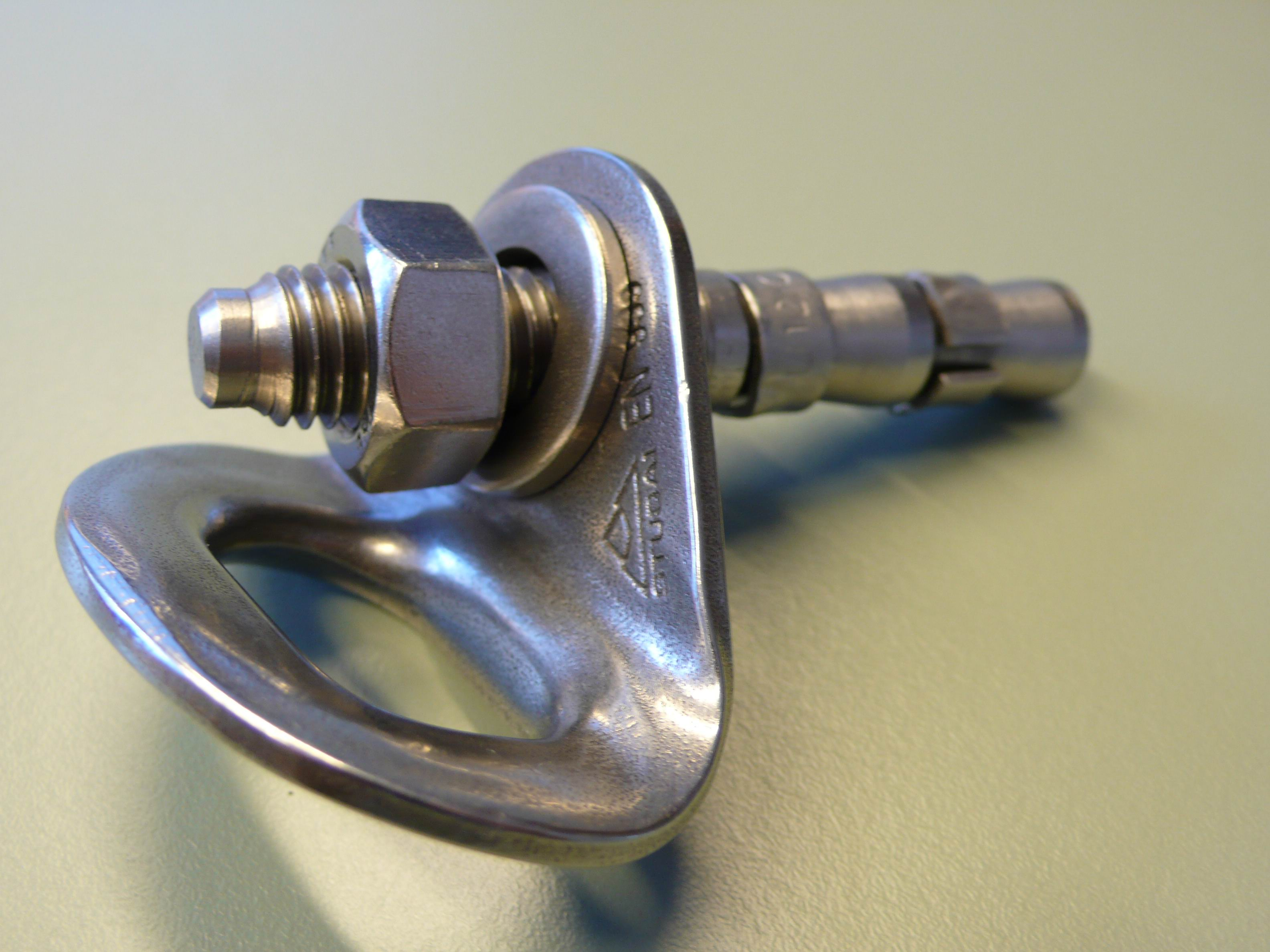
Das Seil würde stark verletzt, wenn es direkt durch die Bohrhakenlasche eines Expressankers gefädelt und belastet würde.

Wenn man beim Klettern vorsteigt und dann (etwa aufgrund von Unfällen, zu hoher Schwierigkeit der Route, unerwarteten Wetteränderungen etc.) keine andere Möglichkeit hat, als sich abzuseilen, muss man ab und zu einen Karabiner oder als preisgünstigere Alternative ein Maillon Rapide einsetzen und zurücklassen. Das Maillon kommt dann zur Anwendung, wenn nur Haken mit Ösenplatte (meist Express-Bohrhaken) und keine Stände oder Felshaken mit Ring vorhanden sind. Bei den Klebehaken und Ständen kann man das Seil durch die Ringe fädeln, ohne dies beim Abseilen oder danach beim Durchziehen desselben zu beschädigen. Bei Haken, die eine Ösenplatte haben, kann das Seil durch die Kanten der Ösenplatte beschädigt werden. Hier wird daher ein Maillon Rapide eingesetzt und zurückgelassen.

### Gleitschirmsport
Bei Gleitschirmen werden Maillon Rapides eingesetzt am Übergang zwischen den Tragegurten und den Leinen zur Schirmkappe. Im Normalfall werden hier Maillons in Delta-Form eingesetzt und die Leinen mit einem Gummi vor Verrutschen gesichert. Zudem werden sie eingesetzt, um eine Verbindung zwischen Rettungsfallschirm und dem Gurtzeug herzustellen. Aufgrund eines möglichen Entfaltungsstoßes ist hier eine vergleichsweise hohe Bruchlastfestigkeit erforderlich.

### Veranstaltungstechnik

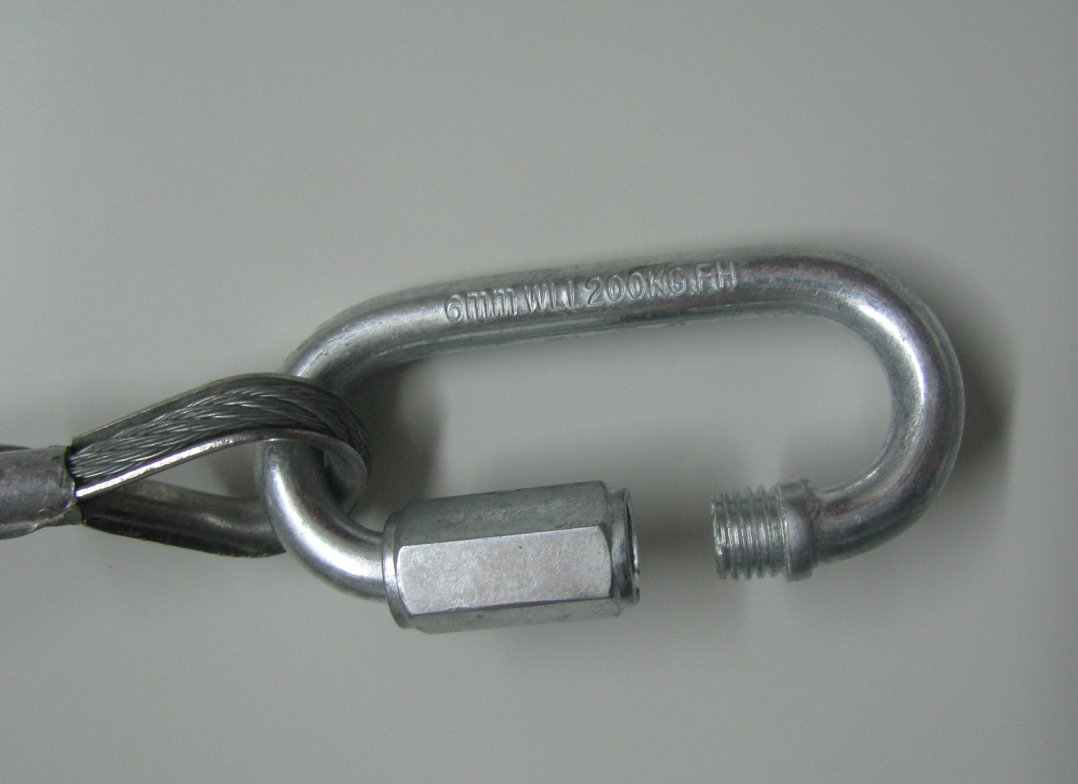
Schnellverbindungsglied in Stahlseil-Kausche

Schnellverbindungsglieder dienen zum Verbinden von Ketten oder Stahlseilen. In der Veranstaltungstechnik werden sie als Verbindungsmittel von Sicherungsseilen (Sicherheitsseile, engl. Safeties) verwendet. Dort unterliegen sie besonderen gesetzlichen Vorschriften (BGV-C1 § 9 , BGI 810-3 ). Die Traglastangabe des Herstellers gilt nur im geschlossenen Zustand und in Längsrichtung. Biegebelastungen auf das Verbindungsmittel sind zu vermeiden.